# フランス領アンティル

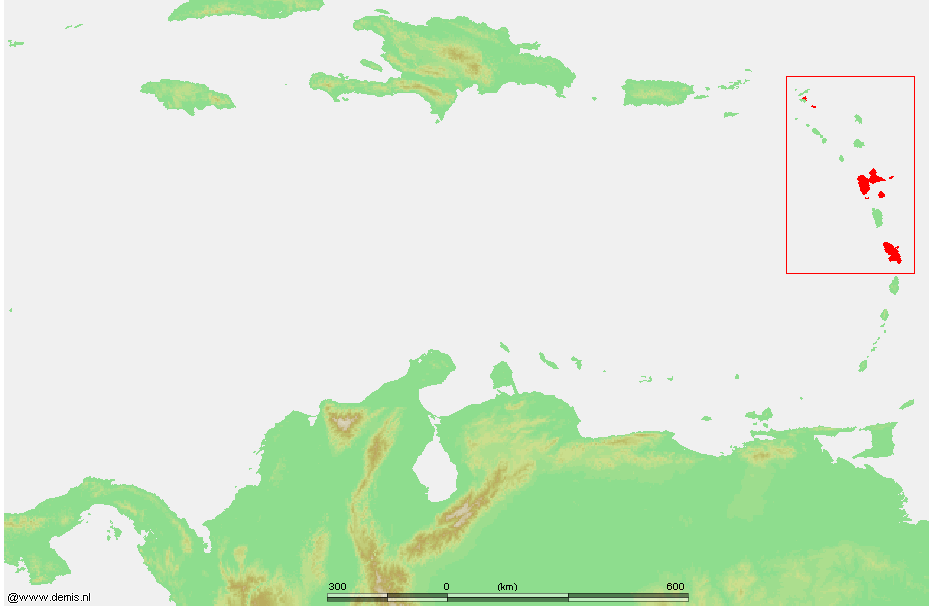
フランス領アンティルの島々

フランス領アンティル（フランス語: Antilles françaises）、あるいはフランス領西インド諸島（英: French West Indies）は、カリブ海の小アンティル諸島にあるフランス領の島々の総称。
2014年現在、この地域のフランス領は4つの地域に分かれており、2地域が海外県、2地域が海外準県に位置付けられている。
- 海外県
  -  グアドループ
  -  マルティニーク
- 海外準県
  -  サン・マルタン
  -  サン・バルテルミー

総面積は約3,100km2。